# Robinsonia
Robinsonia är ett släkte av fjärilar. Robinsonia ingår i familjen björnspinnare.

## Dottertaxa tillRobinsonia, i alfabetisk ordning[1]
- Robinsonia banghaasi
- Robinsonia boliviana
- Robinsonia cajali
- Robinsonia catasticta
- Robinsonia deiopea
- Robinsonia dewitzi
- Robinsonia evanida
- Robinsonia flavicorpus
- Robinsonia flavomarginata
- Robinsonia fogra
- Robinsonia formula
- Robinsonia grotei
- Robinsonia incompleta
- Robinsonia intermedia
- Robinsonia irregularis
- Robinsonia klagesi
- Robinsonia lefaivrei
- Robinsonia longimacula
- Robinsonia marginata
- Robinsonia mera
- Robinsonia milesi
- Robinsonia morula
- Robinsonia mossi
- Robinsonia multimaculata
- Robinsonia polyplagia
- Robinsonia praphaea
- Robinsonia punctata
- Robinsonia rockstonia
- Robinsonia sabata
- Robinsonia sanea
- Robinsonia similis
- Robinsonia spitzi
- Robinsonia suffusa
- Robinsonia transducens
- Robinsonia valerana
- Robinsonia variegata
- Robinsonia willingi